# 紅紋擬線鱸
紅紋擬線鱸，為輻鰭魚綱鱸形目鱸亞目鮨科的其中一種，分布於中西太平洋的菲律賓海域，棲息深度可達30公尺，體長可達2.6公分，生活在礁石區，為底棲性魚類，屬肉食性，生活習性不明。

## 擴展閱讀
維基物種上的相關：紅紋擬線鱸